# 解宗军
解宗军（1968年5月—），中华人民共和国教育工作者，生于山东沂水，中共党员，现任黑龙江八一农垦大学党委书记。

## 生平
1992年毕业于东北农学院农学系，本科毕业后留校工作，历任东北农业大学农学系辅导员、学工部干事、部长、国有资产管理处处长、组织部部长等职。2017年12月，任东北农业大学党委常委、工会主席，2020年6月任副校长。
2021年3月，任黑龙江省教育厅副厅长、党组成员，兼省委教育工作委员会副书记、省委教育工作领导小组秘书组副组长。
2023年6月，任黑龙江八一农垦大学党委书记。